# Ibos
Ibos är en kommun i departementet Hautes-Pyrénées i regionen Occitanien i sydvästra Frankrike. Kommunen ligger i kantonen Bordères-sur-l'Échez som tillhör arrondissementet Tarbes. År 2022 hade Ibos 2 921 invånare.

## Befolkningsutveckling
Antalet invånare i kommunen Ibos
| Referens: INSEE |